# Пароди, Вальтер
Вальтер Адриан Пароди (исп. Walter Adrián Parodi; 2 мая 1965, Буэнос-Айрес — 12 января 2020, Буэнос-Айрес) — аргентинский футболист, который играл на позиции нападающего.

## Биография
Вальтер Пароди дебютировал в составе «Кильмеса» в 1983 году. В сезоне 1985 года он перешёл в «Чиполлетти». В сезоне 1986/87 он был куплен «Колоном», затем в том же сезоне подписал контракт с «Депортиво Эспаньол». Он играл за клуб с 1987 по 1993 год, за исключением сезона 1991 года, когда он представлял «Расинг Авельянеда». В Клаусуре 1992 года он с «Депортиво» завоевал бронзу.
В 1993 году он был куплен «Индепендьенте», где оставался в течение двух сезонов и стал чемпионом Клаусуры 1994. На международной арене он выиграл Суперкубок Либертадорес 1994 года, «Индепендьенте» в финале выиграл у «Бока Хуниорс».
В 1995 году он перешёл в мексиканский клуб «Атлас». После того сезона, в 1996 году он вернулся в «Депортиво Эспаньол», где играл до 1997 года. С 49 голами он стал вторым бомбардиром в истории клуба в высшем дивизионе после Хосе Луиса Родригеса.
В 1997 году он играл в Примере B Насьональ за «Нуэва Чикаго», а в следующем году — за «Дефенса и Хустисия». В сезоне 1998/99 он играл за «Альмагро». Вальтер Пароди ушёл из футбола в сезоне 1999/2000, который провёл в «Архентино де Кильмес».
После окончания карьеры он состоял в тренерском штабе «Темперлея» и «Комуникасьонес Буэнос-Айрес», а также имел своё автомобильное агентство.
Он умер в возрасте 54 лет 12 января 2020 года в Буэнос-Айресе в результате рака желудка.